# UTC+6
UTC+6 se koristi za vremenske zone koje od griničkog prosječnog vremena razdvaja 6 sati. 

## Kao standardno vrijeme (cijela godina)
- Bangladeš
- Butan
- Britanski Indijskooceanski teritorij, (uključujući Arhipelag Chagos i Diego Garcia)
- Kazahstan - najveći dio zemlje (uključujući Astanu i Almati)
- Kirgistan

## Kao standardno vrijeme (samo zima na sjevernoj hemisferi)
- Rusija- Omsko vrijeme
  - Altajski kraj, Altajska Republika, Novosibirska oblast, Omska oblast

## Kao ljetno vrijeme (samo ljeti na sjevernoj hemisferi)
- Pakistan
- Rusija - Jekaterinburško vrijeme
  - Baškiristan, Čeljabinska oblast, Kurganska oblast, Orenburška oblast, Permski kraj, Sverdlovska oblast, Tjumenska oblast